# Tasiocera papuana
Tasiocera papuana là một loài ruồi trong họ Limoniidae. Chúng phân bố ở miền Australasia.